# Marian Stoleru
Marian Stoleru (n. 20 noiembrie 1988, Chișinău, RSS Moldovenească) este un fotbalist moldovean care evoluează la clubul Dacia Chișinău, în Divizia Națională, pe postul de mijlocaș.